# Gray Media
Gray Media, von 1897 bis 1967 The Herald Publishing Company, von 1967 bis 1999 Gray Communications Systems und von 1999 bis 2025 Gray Television, ist ein US-amerikanisches Medienunternehmen, das hauptsächlich im Fernsehgeschäft aktiv ist. Der Name des Unternehmens ist abgeleitet von seinem langjährigen Eigentümer James H. Gray (1915–1986), der das Unternehmen 1946 erworben hatte.

## Geschichte
1891 wurde in Albany im US-Bundesstaat Georgia die Tageszeitung The Albany Herald gegründet, die zunächst im Besitz der Familie McIntosh war. 1897 wurde zur Verwaltung der Zeitung die The Herald Publishing Company gegründet. 1946 erwarb der angehende Medienunternehmer James H. Gray die Zeitung für 150.000 US-Dollar. In den nächsten expandierte Gray und erwarb 1954 die TV-Station WALB in Albany, 1960 die TV-Station WJHG in Panama City, Florida, und 1967 die TV-Station KTVE in El Dorado (Arkansas) und Monroe (Louisiana). Im gleichen Jahr wandelte Gray das Unternehmen in eine Aktiengesellschaft um und benannte es nun Gray Communications Systems.
Unter James H. Gray war das Unternehmen lokal orientiert und diente insbesondere in Albany seinem Eigentümer als Machtbasis für eine politische Karriere, die Gray in den 1960er Jahren zwei Amtszeiten als Vorsitzender der Democratic Party of Georgia einbrachte und in den 1970er und 1980er Jahren ins Bürgermeisteramt von Albany führte. Zum Zeitpunkt seines Todes 1986 hielt er 50,5 % des Unternehmens, die damals gut 50 Millionen US-Dollar wert waren. Er vermachte seinen Anteil an seine drei Kinder in Form eines Trusts, der allerdings zu Erbstreitigkeiten führte, zum einen zwischen dem Verwalter des Trusts und den Kindern und zum anderen zwischen Grays Kindern selbst. Ursache dafür war, dass kein Kind genug flüssiges Kapital zum Zahlen der Erbschaftssteuer hatte, ein Verkauf der Anteile aber die Zustimmung der anderen Erben brauchte. Der mehrjährige Erbstreit, während dem der Wert des Unternehmens merklich sank, wurde erst gelöst, als das Unternehmen 1991 die Hälfte der Anteile der Gray-Erben zurückkaufte und die drei Erben dann 1993 die restlichen Anteile an ein Investmentunternehmen aus Atlanta verkauften.
Unter den neuen Eigentümern J. Mack Robinson und Robert Prather, die im Laufe der 1990er Jahre eine einfache Mehrheit der Anteile am Unternehmen erwarben, und deren Geschäftsführern John Williams und später Ralph Grabbard schlug das Unternehmen einen Expansionskurs ein und erwarb diverse TV-Stationen und Zeitungen im Südosten der USA. 1995 wurde das Unternehmen erstmals an der New York Stock Exchange geführt. Parallel machte das Zeitungsgeschäft des Unternehmens aber immer mehr Verluste, weshalb das Geschäft immer mehr diversifiziert wurde. 1996 übernahm Gray das Medienunternehmen First American Media für 183,9 Millionen US-Dollar, zu dem mehrere TV-Stationen in Florida und Tennessee, ein Satellitenkommunikationsunternehmen in Tallahassee und ein im Südosten der USA aktives Unternehmen für Funkmeldeempfänger (PortaPhone) gehörte. Ein weiteres Satellitenkommunikationsunternehmen aus Baton Rouge, Louisiana, wurde 1997 erworben. Mit der Übernahme von Busse Broadcasting 1998 expandierte Gray auch in den Mittleren Westen. 1999 wurde das Unternehmen in Gray Television umbenannt. 2002 erwarb Gray für 500 Millionen US-Dollar die insolvente Holding-Corporation von Benedek Broadcasting und ergänzte damit das Portfolio das Unternehmen um 22 weitere TV-Stationen hauptsächlich im Süden und dem Mittleren Westen der USA.
2005 lagerte das Unternehmen seine Tageszeitungen und sein Funkunternehmen in ein eigenes Unternehmen namens Triple Crown Media, später Southern Community Newspapers aus. Darunter fiel auch die Keimzelle des Unternehmens, der Albany Herald. Nach einer finanziellen Krise 2008 konnte das Unternehmen sich fangen, unter anderem durch die Nutzung neuer Technologien zur Vergrößerung seiner Reichweite. In den frühen 2010er Jahren schlug Gray Television erneut einen Expansionskurs ein und erwarb diverse einzelne TV-Stationen, aber auch ganze Medienunternehmen, darunter Hoak Media und Schurz Communications. Ein Schwerpunkt lag dabei auf politisch relevanten Sendegebieten, die in Wahljahren im Werbungsgeschäft besonders gefragt sind. Anfang 2019 übernahm Gray für 3,6 Milliarden US-Dollar Raycom Media, wodurch Gray fortan TV-Stationen in 92 Sendegebieten besaß. Für 925 Millionen US-Dollar übernahm Gray zwei Jahre später auch Quincy Media. Im gleichen Jahr übernahm das Unternehmen für 2,7 Milliarden US-Dollar auch die Meredith Corporation mit 17 weiteren TV-Stationen in zwölf Sendegebieten. Stand November 2024 besaß das Unternehmen TV-Stationen in 113 verschiedenen Sendegebieten und hat nebenher auch Beteiligungen an verschiedenen Produktionsgesellschaften. Zum 1. Januar 2025 änderte die Firma ihren Namen zu Gray Media.